# جون نوتر
جون نوتر (بالإنجليزية: John Nutter)‏ هو لاعب كرة قدم بريطاني في مركز الدفاع، ولد في 13 يونيو 1982 في تبلو في المملكة المتحدة. شارك مع منتخب إنجلترا لكرة القدم C ‏. أما مع النوادي، فقد لعب مع إبسفليت يونايتد وسانت ألبانز سيتي وستيفيناغ بوروه ونادي ألدرشوت تاون ونادي غيلينغهام ونادي لينكولن سيتي ونادي وكينغ وويكمب وندررز.

## وصلات خارجية
- جون نوتر على موقع قاعدة بيانات كرة القدم.إي يو (الإنجليزية)
- جون نوتر على موقع Soccerbase.com (لاعب) (الإنجليزية)
- جون نوتر على موقع Soccerway.com (الإنجليزية)